# Hypomyces lithuanicus
Hypomyces lithuanicus é um fungo que pertence ao grupo dos ascomicetos. Ele parasita os cogumelos do gênero Lactarius, como o Lactarius torminosus.